# Thể thao tại Thái Lan
Thái Lan có chiều dài lịch sử thể thao và đã trở thành một trong những nơi  tổ chức nhiều sự kiện thể thao mang tính quốc tế rất mạnh tại vùng Đông Nam Á. Một sự cân đối hài hòa thuộc hầu hết những môn thể thao phổ thông, tuy nhiên, đó là sự kiện quen thuộc, dù mang tính cách truyền thống trên đất nước Thái Lan đối với du khách lần đầu tiên đặt chân đến quốc gia này. Sau đây là những môn thể thao truyền tại địa phương đã đạt được cách đây nhiều thế kỷ, và ngày nay các môn thể thao này đã trở nên thông dụng.

## Các môn thể thao truyền thống

### Môn quyền anh Thái

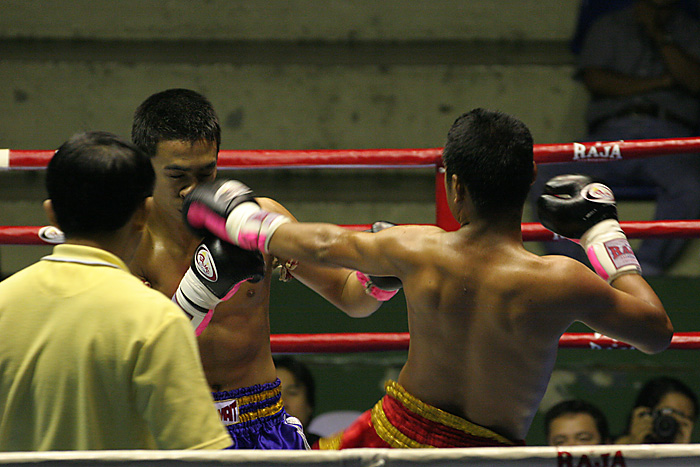
Môn quyền anh Thái Lan

Môn quyền anh Thái, hay là Muay Thái (tiếng Thái: มวยไทย), một võ thuật địa phương và cũng là môn thể thao truyền thống phổ thông tại Thái Lan, cũng là nơi tồn tại phát triển nhanh nhất, và chính là môn thể thao đầy đủ yếu tố giao lưu trên thế giới. Đây là một trong những thể loại võ thuật nguy hiểm nhất và cũng là bình thường đối với người Thái Lan. 
Môn thể thao này đã hiện diện từ năm 1500, dưới triều đại quốc vương Naresuan, tất cả binh lính đều được rèn luyện võ thuật này, xem như điển hình trong cuộc chiến tay không chống trả với địch. Binh sĩ Xiêm La phải ôn luyện thực hành để tranh tài với nhau tại từng địa phương hay từng vùng.

### Trận đấu theo nghi thức tôn giáo

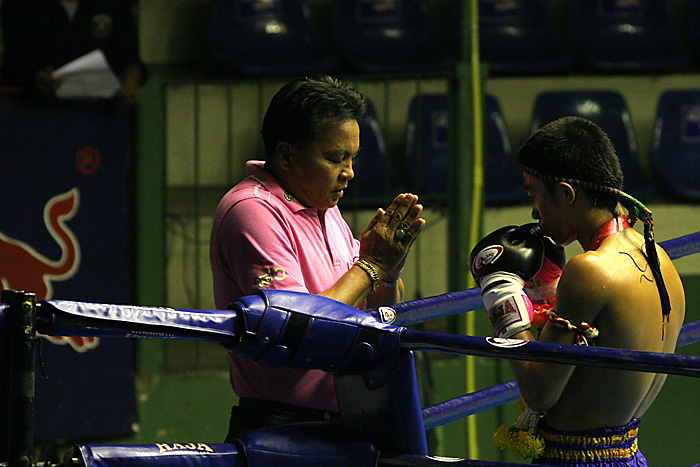
Một nghi thức cầu nguyện trước trận đấu

Muay Thai là môn thể thao có tính cách tầm linh và theo đúng nghi thức tôn giáo cao cả. Võ sĩ được các vị sư dạy dỗ tài nghệ, ban cho một danh xưng riêng, được sáp nhập vào các danh sách các đệ tử thọ giáo nơi võ đường. Trước giờ giao đấu, các võ sĩ tranh tài cúi mình cung  kính quay về hướng nơi mình chào đời, sau đó quay theo bốn hướng, để tỏ lòng tôn kính các bậc thầy cố sức huấn luyện và thần linh võ đài.
Để bổ sung cho tiếng kèn ô-boa của người Thái, có nhạc khí như đánh trống, khiến các võ sĩ nhảy múa một cách chậm rãi quanh võ đài, bằng cách đều chỉnh những động tác tỏ lòng biết ơn và cũng được phục vụ việc khởi động để chuẩn bị trận đấu. Mỗi một võ sĩ có động tác riêng về vũ điệu của mình, được nhập vào những cử động biểu lộ nghi thức tôn giáo từ những hoạt động nơi vũ môn mình được huấn luyện.
Mặc dù hiện thời không thấy rõ, nhưng võ sĩ Thái mỗi lần lên đài đều quấn một sợi dây thừng nhỏ quanh đầu của mình đúng như truyền thống. Theo niềm tin xa xưa, sợi dây thừng quấn quanh đầu võ sĩ có thể cất đi trong sàn đấu do các vị hướng dẫn hay các vị sư dạy võ đảm trách, các vị này là người ban phúc lành cho võ sĩ trước khi trận đấu bắt đầu.

### Môn thể thao Takraw

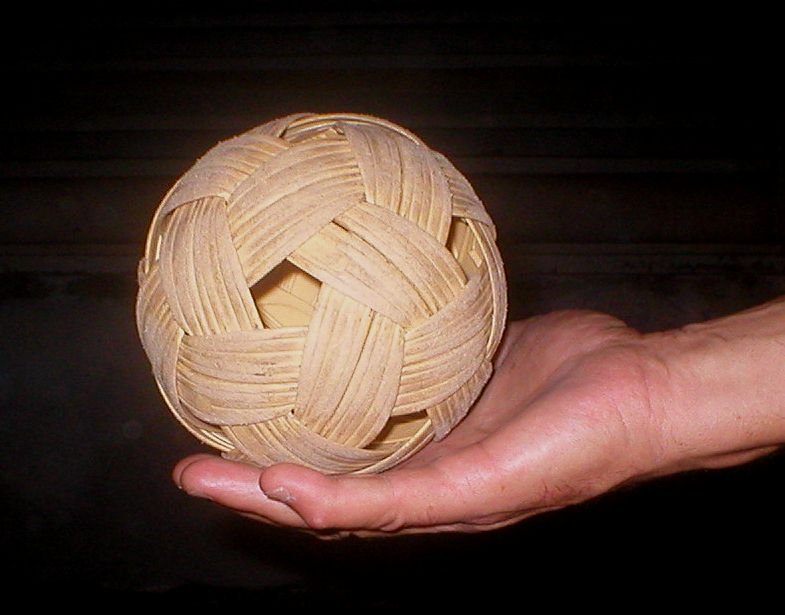
Quả bóng Takraw

Môn thể thao Takraw xuất hiện cách đây 500 năm về trước, nay là môn bóng đá của người Xiêm La, đã vun đắp mối liên hệ mở rộng tầm quốc tế một cách chậm rãi qua lối tấn công đầy xông xáo và luôn luôn biểu hiện hành động di chuyển nhanh nhẹn.

### Đua thuyền
Việc đua thuyền là đánh dấu nguồn gốc nhắm vào thủy lợi tạo ra phương tiện chủ yếu vận chuyển và giao thông tại quốc vương Xiêm La. Những tỉnh khá phong phú về văn hóa truyền thống đua thuyền như: Phichit, Ayutthaya, Phitsanulok, Bang Sai,Nakhon Ratchasima, Narathiwat và Bangkok, tạo thành sân khấu để cho những cuộc đua thuyền đầy màu sắc, hấp dẫn khán giả hàng năm.
Những chiếc thuyền bằng gỗ dài, thấp, phóng nhanh do các tay thợ thủ công lành nghề đóng. Thuyền lớn được đóng theo truyền thống của Thái, là kết quả của thời gian và tính cẩn thận, đồng thời còn chú ý đến từng chi tiết nghệ thuật đạt tiêu chuẩn cao nhất, được kế thừa từ thế hệ này đến thế hệ khác. Điều quan trọng phải chọn được từ 6 đến 60 tay chèo nam giới có thân hình cường tráng, cân đối. Điều này  là đánh giá cao quý được khi các vận động viên được chọn lọc tham gia các cuộc đua thuyền và những tay chèo được đối xử như các vị anh hùng thể thao tại phố thị, quê nhà của mình.
Một tay chơi trống cự phách kiểm soát nhịp độ tiến triển và tốc lực của các anh hùng chèo thuyền, bằng cách tung ra những nhịp điệu trống dồn dập để cổ vũ thuyền chèo. Mọi tay chèo hùng hổ sẽ rẽ sóng đưa thuyền lướt băng băng theo mái đẩy xuôi theo dòng nước, bằng những bản hợp ca vang lừng. Tiếng hò hát vui vẻ của khán giả, xếp thành hàng dài dọc theo bờ sông, dân chúng địa phương đứng lên nhà hàng nổi làm bằng gỗ theo kiểu Thái, cũng lớn tiếng cổ vũ. 
Ngày hội đua tổ chức hàng năm nhằm vào ngày 18 và 19 tháng 9, khán đài được dựng lên tại Wat Phra Sray – Rattanamahathat Maha Voraviharn tại tỉnh Phitsanulok. Cuộc đua thuyền tại tỉnh Phichit được tổ chức vào ngày mùng 4 và mùng 5 tháng 9, khởi hành tại đền Phichit và chạy qua thị trấn của tỉnh. Những cuộc đua thuyền nhỏ hơn được tổ chức tại Bangkok và khắp đất nước Thái Lan vào cùng thời điểm trong năm.

## Các môn thể thao phổ thông
Có thể nói, tại châu Á các môn thể thao phổ thông của Thái Lan khi thi đấu quốc tế đều rất mạnh, và giành được rất nhiều giải thưởng cao. Đặc biệt là bóng đá Thái Lan phát triển mạnh và nhiều lần vô địch trong các kỳ Sea Games.